# 庫尼亞坎普 (夏威夷州)
庫尼亞坎普（英語：Kunia Camp）是位於美國夏威夷州檀香山縣的一個非建制地區。該地的面積和人口皆未知。

## 地理
庫尼亞坎普的座標為21°27′48″N 158°03′55″W / 21.46333°N 158.06528°W，而該地的平均海拔高度為269米（即883英尺）。